# Ibrahim Dervix Paixà
Ibrahim Dervix Paixà (1812- 22 de juny de 1896) fou un general otomà. Va ingressar com a voluntari a l'exèrcit i ascendí a oficial per mèrits, arribant al grau de muixir (general) el 29 d'abril del 1862.
El 1864 fou el comandant encarregat de les operacions a Montenegro i el 1865, com a comandant del 4t exèrcit, va ajudar Ahmed Jevdet a pacificar la regió de Kozan a lesmuntanyes del Taure. A causa de l'extensió de la revolta a l'Hercegovina, que no va poder impedir, fou destituït de les seves funcions el 1875.
Durant la guerra russo-turca (1877–1878), com a comandant de l'exèrcit otomà a Lazistan va rebutjar repetidament els atacs russos i va aconseguir conservar Batum fins a l'armistici, el que el va convertir en l'únic general otomà que no havia estat derrotat en aquesta guerra. Fou després governador del Diyarbakir i de Selanik, ministre de marina, cap de l'estat major, general i comissari especial a Egipte.